# هاشم دراغمة
هاشم سليمان صالح دراغمة (وُلد في 28 أبريل 1940 في طوباس – تُوفي في 7 يناير 2013) سياسي وبرلماني فلسطيني، كان رئيسًا لبلدية طوباس، وعضوًا في المجلس التشريعي الفلسطيني الأول بين عامي 1996 و2006 حيث كان قد ترشح في الانتخابات العامة الفلسطينية عام 1996 بصفة مستقل في دائرة محافظة طوباس وحصل على 2,132 صوتًا.